# Société de l'histoire du protestantisme français
La Société de l'histoire du protestantisme français (SHPF) est une société savante fondée en 1852 par l'historien Charles Read, dans le but de rechercher, recueillir, étudier et publier des documents sur le protestantisme français. 

## Histoire
La Société de l'histoire du protestantisme français est installée depuis 1885 au 54 rue des Saints-Pères, à Paris.
C'est l'une des plus anciennes sociétés savantes de France. Sa vocation est de faire avancer l'historiographie et la connaissance de l'histoire des protestants en France.

## Activités scientifiques et éditoriales

### Publications
Elle publie depuis 1852 une revue scientifique trimestrielle, à comité de lecture, le Bulletin de la Société de l'histoire du protestantisme français, dont l'historien André Encrevé a été le rédacteur en chef de 1985 à 2015. En 2016, ce périodique a changé de titre, devenant la Revue d'histoire du protestantisme. Hubert Bost en est le rédacteur en chef. Une série de numéros est disponible sur Gallica (39 numéros des années 1903-1940).

### Études généalogiques
La SHPF effectue un important travail de généalogie et publie une revue trimestrielle, les Cahiers du centre de généalogie protestante.

## Bibliothèque
La SHPF dispose d'une bibliothèque, constituée à partir de 1866, riche de plus de 100 000 ouvrages. La BPF est située 54 rue des Saints-Pères, depuis 1885, dans un bâtiment construit de 1869 à 1873 par Louis-Auguste Boileau et inspiré l'architecture des grands magasins. La salle de lecture, de 21 m sur 11 m, est entourée de deux galeries, l'ensemble étant surmonté d'une verrière.
Les collections comprennent une partie de la bibliothèque de Charles Augustin Sainte-Beuve, notamment un fonds sur le jansénisme.

## Musées et lieux de mémoire

### Musées
La SHPF possède ou soutient plusieurs musées consacrés à l'histoire du protestantisme en France :
- le musée Jean-Calvin[5] de Noyon (Oise),
- le musée de la France protestante de l'Ouest, Château du Bois-Tiffrais[6] à Monsireigne (Vendée),
- le musée du protestantisme dauphinois au Poët-Laval (Drôme)
- le musée du Vivarais protestant (Maison de Pierre et Marie Durand) à Pranles (Ardèche)
- Elle contribue au musée du Désert, fondé en 1911 dans la maison natale du chef camisard Rolland, au Mas Soubeyran commune de  Mialet (Gard)[7].

## Présidents de la société
- Charles Read (1852-1865)[8]
- Fernand de Schickler (1865-1909)[9]
- Frank Puaux (1909-1922), pasteur et professeur d'histoire à la faculté de théologie protestante
- John Viénot (1922-1933), pasteur et professeur d'histoire à la faculté de théologie protestante
- Raoul Patry (1934-1935), pasteur et professeur à la faculté de théologie protestante[10]
- François de Witt-Guizot (1935-1939)[11]
- Jacques Pannier (1939-1945), pasteur et bibliothécaire de la société[12]
- Charles Schmidt (1946-1949), inspecteur général des bibliothèques
- Gabriel Puaux (1949-1963), ambassadeur de France[13]
- Jacques Allier (1963-1978)
- François Méjan (1978-1982)
- Jacques Bompaire (1982-1990)
- Roger Zuber (1990-1996)
- Laurent Theis (1996-2002)
- Thierry du Pasquier (2002-2012)[14],[15]
- Isabelle Sabatier (2012-2023)[16].
- Henri Zuber (depuis 2023)

### Autres lieux de mémoire
- le mémorial huguenot du fort de l'île Sainte-Marguerite à Cannes ;
- La Boîte à Cailloux à Hesbécourt (Somme).